# Джакомо Ріццолатті
Джа́комо Ріццола́тті (італ. Giacomo Rizzolatti; нар. 28 квітня 1937, Київ) — італійський нейрофізіолог.

## Біографія
Наприкінці ХІХ сторіччя прадід Джакомо П'єтро (Петро Якович) Ріццолатті приїхав до Києва в пошуках роботи. Він влаштувався в скульптурну майстерню кваліфікованим робітником. Невдовзі відкрив власну фабрику мармурових виробів «П. Я. Ріццолатті і сини». На його замовлення збудували прибутковий будинок на Великій Васильківській вулиці, 32-б. Перший поверх займала крамниця його фірми, а в подвір'ї розташовувався великий житловий флігель. Ріццолатті в цих будинках зробив усі сходи та підвіконня з білого мармуру. Володів також садибним будинком на Крутому узвозі, 4. Петро Якович добував мармур у своєму маєтку в Коростишеві. Там він і помер в 1910 році. Після смерті справа перейшла його синам Фердинанду і Якову. Онук Ріццолатті, якого теж звали П'єтро, навчався в Київському медичному інституті. 1937 року в нього народився син, майбутній нейрофізіолог Джакомо Ріццолатті. Родині ледь вдалось врятуватись від сталінських репресій і виїхати до Італії
Джакомо Ріццолатті закінчив Падуанський університет, професор, Ph.D.. Працює в Університеті Парми Директором Інституту неврології (2002). Відкрив дзеркальні нейрони (1992, публікація в 1996), які активізуються в людини під час виконання дії, споглядання за дією іншого чи уявного виконання дії. Лауреат премії принца Астурійського (2011), премії Гравемаєра Університету Луїсвіля по розділу психології (2007) за відкриття дзеркальних нейронів (разом із Лучіано Фадіга, Леонардо Фогассі і Вітторіо Галлезі). Він є почесним доктором СПбДУ З 1989 року член Європейської Академії, член міжнародної Французької академії наук.

## Книги
- Риццолатти Джакомо, Коррадо Синигалья. Зеркала в мозге. О механизмах совместного действия и сопереживания.- СПб: Изд-во Языки славянских культур, 2012—208 с. ISBN 978-5-9551-0561-1
- Rizzolatti, Giacomo. Mirrors in the brain — how our minds share actions and emotions / Giacomo Rizzolatti, Corrado Sinigaglia ; translated by Frances Anderson.- Oxford University Press, 2008
- Бауэр И. Почему я чувствую, что чувствуешь ты. Интуитивная коммуникация и секрет зеркальных нейронов.- СПб: Изд-во Вернера Регена, 2009 ISBN 978-5-903070-20-6
- Косоногов В. Дзеркальні нейрони: короткий науковий огляд / В. Косоногов. — Ростов-на-Дону, 2009 р. — 24 с. ISBN 978-5-91365-091-7 [Архівовано 9 січня 2014 у Wayback Machine.]

## Статті, що найбільш цитуються
- Rizzolatti G.,ArbibM.A. Languagewithinourgrasp. Trends in Neurosciences, 21(1998), 188—194.
- Rizzolatti G., Fadiga L., Gallese V., Fogassi L. Premotor cortex and the recognition of motor actions. Cogn. Brain Res., 3 (1996), 131—141.
- Gallese V., Fadiga L., Fogassi L., Rizzolatti G. Action recognition in the premotor cortex. Brain, 119 (1996), 593—609.
- Iacoboni M., Woods R. P., Brass M., Bekkering H., Mazziotta J.C., Rizzolatti G. Cortical Mechanisms of human Imitation. Science 286 (1999) 5449, 2526—2528
- Rizzolatti G., Craighero L. The Mirror-Neuron System. Annual Rev. Neurosci. 27 (2004) 169-92.
- Buccino G., Binkofski F., Fink G.R., Fadiga L., Fogassi L., Gallese V., Seitz R.J., Zilles K., Rizzolatti G. and Freund H.J. Action observation activates premotor and parietal areas in a somatotopic manner: an fMRI study. Eur. J. Neurosci. 13 (2001) 400—404.
- Rizzolatti G., Fogassi L., Gallese V. Neurophysiological mechanisms underlying the understanding and imitation of action. Nature Reviews Neuroscience 2 (2001) 661—670.
- Di Pellegrino G., Fadiga L., Fogassi L., Gallese V., Rizzolatti G.Understanding motor events: a neurophysiological study. Exp. Brain Res. 91 (1992) 176—180.
- Fadiga L., Fogassi L., Pavesi G., Rizzolatti G. Motor facilitation during action observation: a magnetic stimulation study. J. Neurophysiol. 73 (1995), 2608—2611.
- Rizzolatti G., Camarda R., Fogassi L., Gentilucci M., Luppino G., Matelli M.Functional organization of inferior area 6 in the Macaque monkey. II. Area F5 and the control of distal movements. Exp. Brain Res. 71 (1988) 491—507.